# 希拉里·怀特哈尔·普特南
希拉里·怀特哈尔·普特南（英語：Hilary Whitehall Putnam，/ˈpʌtnəm/；1926年7月31日—2016年3月13日），美国哲学家、數學家與计算机科學家，20世纪60年代分析哲学的重要人物，特别在心灵哲学、语言哲学、数学哲学和科学哲学等领域。

## 生平
希拉里·普特南出生於芝加哥，1944年入賓夕法尼亞大學跟隨丘奇曼（C. West Churchman）和懷特（Morton White）學習科學哲學和美國哲學史，1949年就读于加州大学洛杉矶分校，在賴欣巴哈指導下，获哲学博士学位。曾先后职教于普林斯顿大学和麻省理工学院，后任哈佛大学哲学教授和皮尔逊讲座现代数学与数理逻辑教授。
普特南的研究興趣非常廣泛，內容涉及邏輯、數學、心靈哲學、語言哲學、科學哲學、物理學、歷史學、倫理學、宗教、社會政治等眾多領域，最初是以理論物理學家和數學家為人所知，曾與戴維斯（Martin Davis）和羅賓森（Julia Robinson）共同解決希爾伯特第十問題，引起當時學界的高度重視，晚年則關注倫理學和宗教問題。普特南的思想善變，最顯著的變化表現他在對實在論的態度，50-70年代為科學實在論者，70-80年代為內在的實在論者，90年代之後傾向常識的實在論或實用主義的實在論。

## 著名思想實驗
- 孿生地球
- 缸中之脑